# Собор Херес-де-ла-Фронтера
Кафедральный собор Херес-де-ла-Фронтера — кафедральный собор Сан Сальвадор (Святого Спасителя) в Херес-де-ла-Фронтера в Андалусии (Испания).
Основан на месте построенной в 1264 году церкви. Строительство нынешнего здания собора продолжалось более 80 лет. Строительство храма большой частью было оплачено королями Испании Карлосом II, Луисом I и Карлосом III, которые предоставляли на строительство часть десятины от вина, полученного из этой части Испании. Собор был освящен 6-го декабря 1778 года, хотя половина храма была открыта верующим уже 16-го июня 1756 года. От предыдущего храма, который был разрушен в 1695, осталась только башня, находящаяся в стороне от храма и состоящая из двух частей. Нижняя часть башни построена в готическом и мавританском стилях XV века, и верхняя часть достроена Хуаном де Пина в XVIII веке.
Собор — центр основанной Папской буллой «Archiepiscopus Hispalense» в 1980 году Сидонско-Хересской епархии.

## Архитектура

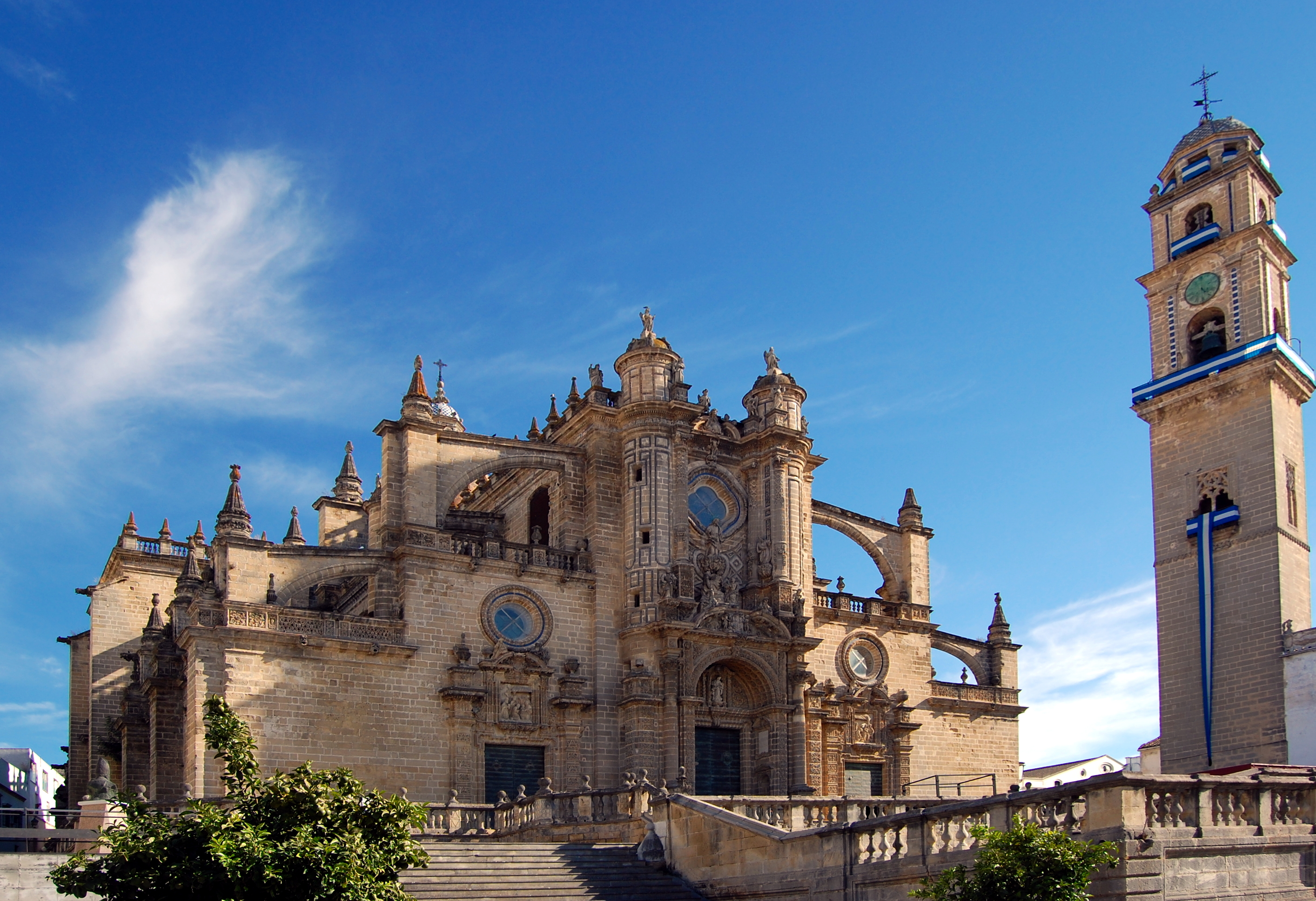
Внешний вид собора

Церковь представляет собой просторный храм в стиле барокко и характеризуется внешними узнаваемыми элементами, которые видны издалека. Этими элементами являются огромный купол, башня колокольни и аркбутаны. Но, кроме этого, богатые барочные фасады тоже
являются важными характерными элементами. Храм имеет три фасада с коринфскими колоннами и многими барельефами, выгравированными на
камне. Безусловно, самым эффектным является главный фасад, находящийся на высоте, что создаёт ощущение величия. К вратам главного фасада поднимаемся по каменной лестнице, называемой кафедральной. У каждого фасада трое врат, сопровождающихся круглыми розетками и богатой амальгамой барочных колонн и украшений. Внутреннее пространство храма разделено на пять частей. Крыши имеют простые крестовые своды в боковых частях и богатое украшение в центральной части и в главном своде. На крышах элементы стиля барокко XVIII века смешаны с элементами стиля неоклассицизма. Несмотря на смешение стилей, они оставляют впечатление гармонии и равновесия.
Внутри храма выделяются входные врата в ризницу, выполненные камнем и яшмой. Храм имеет прямоугольную форму и разделен на пять частей крупными пилястрами, к этому прибавляется шестая часть, называемая трансептом (поперечный неф). На пересечении главной части с поперечным нефом возвышается восьмиугольный купол или «куерпо де лусес», построенный с основанием из огромного кольца и имеющий на
вершине маленький купол. По периметру купола стоят каменные статуи Отцов Церкви, размер которых больше натуральной величины.
Своды имеют высоту около 20 метров в главной части и в поперечном нефе, около 13 метров в боковых частях, и 8 метров в крайних частях, которые похожи на капеллы, хотя и не являются таковыми. Главный купол имеет высоту около 40 метров от пола храма.
Храм построен из камня, кроме сводов боковых частей, выполненных из кирпичей. Весь камень был привезен с гор неподалёку от города, которые называются Сиерра де Сан Кристобал.